# Régiment Pahonie
Le régiment Pahonie (en biélorusse : Беларускі полк « Пагоня » : régiment biélorusse Pagonia signifiant « la chasse » ; en ukrainien : « Погоня » Pohonia ; en anglais : Pahonia Regiment) était un groupe de volontaires de l'opposition biélorusse, formé pour la défense de l'Ukraine contre l'invasion russe de 2022.
En juillet 2023, Radio Free Europe/Radio Liberty a rapporté que le régiment « Pahonie » s'est auto-dissout.

## Historique
Le 30 mars 2022, l'activiste politique Vadzim Prakopieu annonce le début de la formation du régiment biélorusse Pahonia dans le cadre de la Légion internationale pour la défense territoriale de l'Ukraine. Le 31 mars 2022, la chef de l'opposition biélorusse Sviatlana Tsikhanouskaya a annoncé la formation de l'unité via les réseaux sociaux.
Le régiment est créé à l'initiative d'officiers biélorusses, dont beaucoup avaient déjà servi dans le détachement de Pahonia pendant la guerre du Donbass (2014-2022). Son centre de recrutement est situé à Varsovie.
En juin 2022, on apprend que le premier groupe de combattants du régiment Pahonie avait signé des contrats avec les forces d'opérations spéciales d'Ukraine. Le même mois, "Pahonia" est devenu connu sous le nom de "régiment à usage spécial". Les combattants du régiment sont entraînés par l'Américain Matthew Parker, l'un des instructeurs de la Légion internationale de défense territoriale d'Ukraine.
Le 14 septembre 2022, Vadzim Prakopieu, l'un des fondateurs du régiment et commandant adjoint, quitte le régiment.
Le 25 octobre 2022, l'équipe de reconnaissance aérienne du régiment de poursuite est transférée au régiment Kastous-Kalinowski, une autre unité de volontaires biélorusses combattant pour l'Ukraine.
Le 28 octobre 2022, le ministère de l'Intérieur du Bélarus reconnait le régiment Pahonie comme une "formation extrémiste". Ils font partie de la liste des 625 personnes à considérer comme extrémistes.
En novembre 2022, des combattants du régiment Pahonie, ainsi que des Biélorusses vivant en permanence en Ukraine, fondent l'association publique "Pahonia". Le kickboxer Vitaly Gurkov en devient son directeur.
En novembre 2022, le Parlement européen adopte une résolution exprimant son soutien au régiment Pahonie.

## Pertes
Le 26 septembre 2022, lors de la bataille de Bakhmout dans la région de Donetsk, Alyaksei Veshchavaylau, un combattant du régiment Pahonie est tué,.